# Levirat
Levirat je oblik bračne zajednice koju sklapaju žena i brat njenog supruga, tj.njen djever, nakon smrti supruga. Dopušten je zakonom.